# Mammillaria mazatlanensis
Mammillaria mazatlanensis (укр. Мамілярія мазатланська, Мамілярія мазатланензис) — сукулентна рослина з роду мамілярія (Mammillaria) родини кактусових (Cactaceae).

## Історія

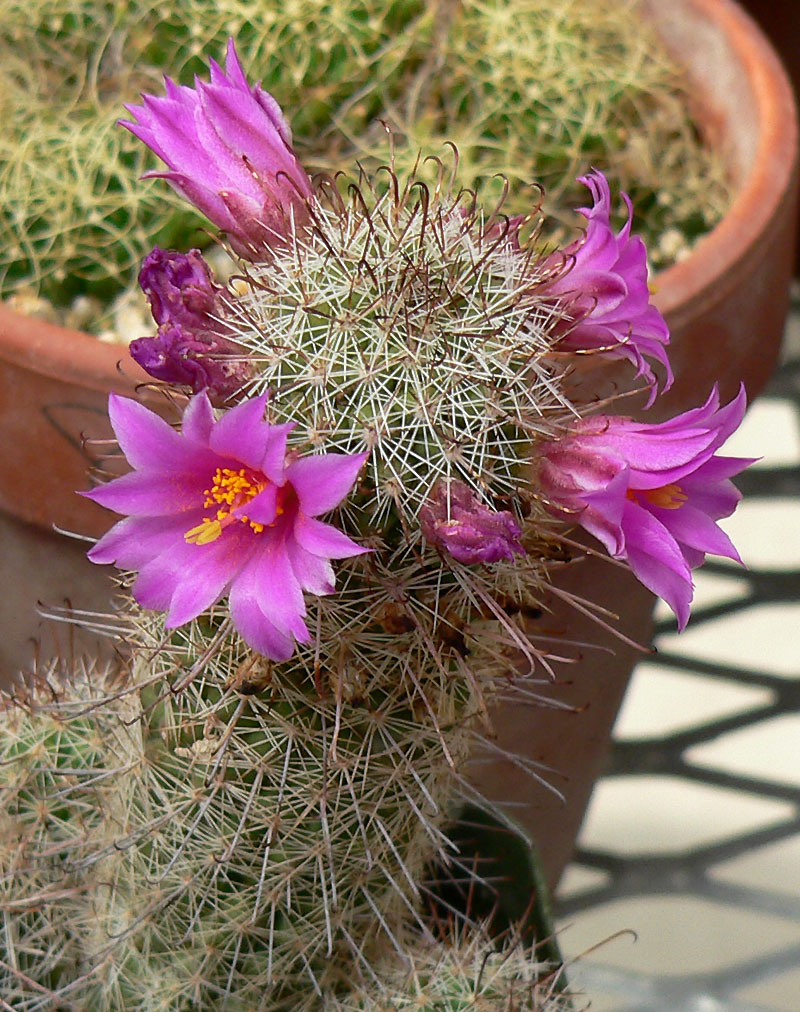
Квітуча Mammillaria mazatlanensis

Вид вперше описаний німецьким професором ботаніки Карлом Моріцом Шуманом у 1901 році в «Щомісячниому журналі з вивчееня кактусів» (Берлін) (нім. «Monatsschrift für Kakteenkunde».

## Етимологія
Видова назва дана на честь мексиканського міста Мазатлан.

## Ареал і екологія
Mammillaria mazatlanensis є ендемічною рослиною Мексики. Ареал охоплює тихоокеанське узбережжя штатів Коліма, Сіналоа, Сонора, Халіско, Мічоакан і Наярит. Рослини зростають на висоті від 0 метрів над рівнем моря. Про екологію мало що відомо.

## Опис
Рослини зазвичай формують групи.
| Орган              | Опис |
| Коріння            | |
| Стебло             | циліндричне, 12-15 см заввишки, 4-5 см в діаметрі.                                                                                    |
| Епідерміс          | |
| Маміли             | короткі, конічні, без молочного соку.                                                                                                 |
| Ареоли             | |
| Аксили             | голі, або з однією або двома короткими щетинками.                                                                                     |
| Центральні колючки | 1-4, зазвичай прямі, але іноді з гачками, червонувато-коричневі, до 15 мм завдовжки, одна верхня лежить в площині радіальних колючок. |
| Радіальні колючки  | 12-18, тонкі, білі, голчасті, 5-10 мм завдовжки.                                                                                      |
| Квіти              | трубчасті, від інтенсивно карміново-червоних до червонувато-пурпурових, рожевих або до пурпурних, довжина 30-40 мм.                   |
| Бутони             | |
| Зовнішні пелюстки  | |
| Внутрішні пелюстки | |
| Тичинки            | |
| Маточка            | |
| Плоди              | булавоподібні, бурі, що стають червонувато-жовтими, до 20 мм завдовжки.                                                               |
| Насіння            | чорне. |

## Використання
Інформація про використання або торгівлю цим видом відсутня.

## Чисельність, охоронний статус та заходи по збереженню
Mammillaria mazatlanensis входить до Червоного списку Міжнародного союзу охорони природи видів, з найменшим ризиком (LC).
Вид має порівняно широкий ареал, в якому локально рясно зростає і загрози для нього локалізовані.
Зустрічається в декількох природоохоронних територіях.
Охороняється Конвенцією про міжнародну торгівлю видами дикої фауни і флори, що перебувають під загрозою зникнення (CITES).